# Дом на Фарной улице, 1

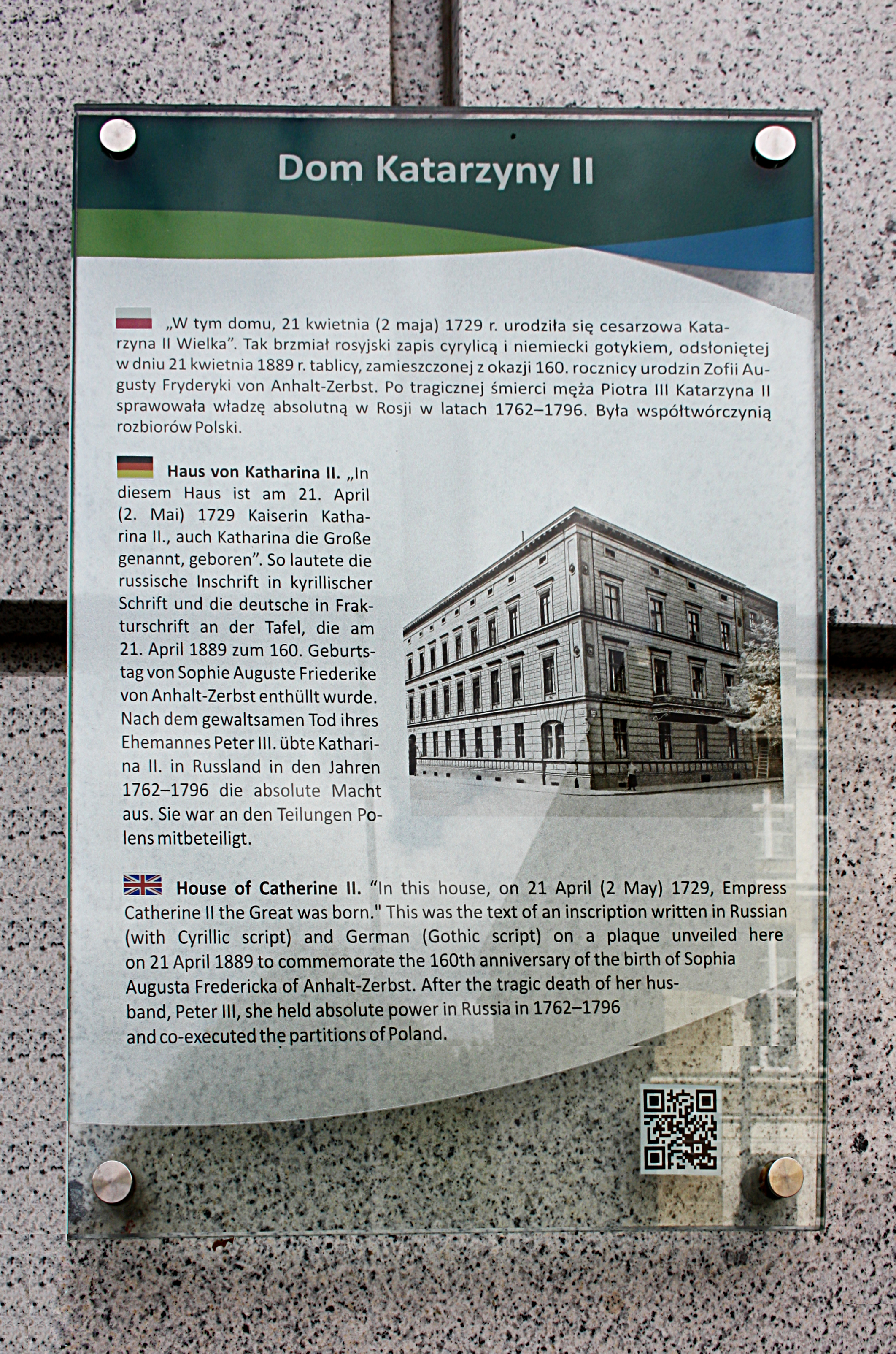
Современная мемориальная доска

Дом на Фарной улице, 1 — офисное здание, расположенное на углу улицы Фарной и Мариацкой площади в Старом городе Щецина, в районе Средместье. Известен как место рождения и юных лет Софии Августы Фредерики Aнгальт-Цербстской, впоследствии императрицы Екатерины II. Это единственное сохранившееся довоенное здание из застройки Фарной улицы. Сегодня здесь находится один из филиалов страховой компании «Powszechny Zakład Ubezpieczeń».

## История
В XVIII веке здание принадлежало президенту Торговой палаты. В это время он сдал здание в аренду герцогу Кристиану Августу Анхальт-Цербстскому, впоследствии коменданту крепости Щецин. В 1729 году в этом здании родилась дочь принца, София Августа Фредерика (впоследствии императрица Екатерина II, правившая Российской империей с 1762 по 1796 год). Она прожила в этом здании несколько лет, а затем вместе с семьей переехала в западное крыло замка Поморских князей. В 1889 году в честь рождения императрицы на здании была открыта мемориальная доска на русском и немецком языках. В 1920-х годах в здании располагался ландратский совет района Рандов. Во время Второй мировой войны дом был разрушен. В 1970-х годах отремонтирован для Окружного управления по контролю за прессой, публикациями и зрелищами. Во время реконструкции здание было лишено архитектурных деталей. Вновь отремонтирован в 1994—1995 гг. для Генеральной страховой компании «PZU». Со стороны Фарной улицы установлена современная мемориальная доска на польском, английском и немецком языках.